# Chlaenius primaevus
Espèce
Chlaenius primaevus est une espèce fossile de coléoptères de la sous-famille des Licininae (famille des Carabidae).

## Classification
L'espèce Chlaenius primaevus est décrite en 1939 par les deux paléontologues français Louis Émile Piton (1909-1945) et Théobald (1903-1981),.

### Fossile
L'holotype MNHN-F-R55021 consiste en un élytre et vient de la localité de Puy-Saint-Jean sur la commune de Vertaizon, à l'est de Clermont-Ferrand et au nord-est de Mur-sur-Allier, près d'un lac de cratère de l'Oligocène,.

### Étymologie
L'épithète spécifique primaevus signifie en latin « jeune âge ».

## Description

### Caractères
« L'échantillon figuré est représenté par l'élytre gauche et la plus grande partie de l'élytre droit. Élytre large, bords arrondis, sommet obtus ; bord antérieur droit, épaule effacée, scutellum bien marqué. Surface ornée de trois côtes longitudinales peu saillantes à dos lisse, intervalles légèrement chagrinés. D'autres sillons le long des bords marginal et sutural déterminent une sorte de côte le long de chacun de ces bords, celle du bord sutural est particulièrement bien visible ».

### Dimensions
Longueur de l'élytre : 5,5 mm ; largeur : 1,7 mm.

## Affinités
« L'attribution de ces restes peut encore sembler douteuse. De nombreux groupes de coléoptères présentent des élytres ornés de côtes. C'est pourtant les Chlaenius qui se rapprochent le plus de notre échantillon, tant par la forme que par l'ornementation des élytres ».

## Biologie
Les espèces du genre Chlaenius sont répandus dans le monde entier. Les adultes vivent au bord des eaux sous les pierres ou les débris végétaux.

## Galerie
- Quelques espèces vivantes du genre Chlaenius.
- A: C. velutinus; B: C. spoliatus; C: C. festivus.
- L'acarien Eutarsopolipus paryavae (Acari, Heterostigmatina, Podapolipidae) sous les élytres de son coléoptère hôte Chlaenius flaviguttatus.
- Chlaenius velutinus.
- Chlaenius purpuricollis.
- Chlaenius sp., larves
- Chlaenius senegalensis.
- Chlaenius apicalis.
- Chlaenius chaudoiri.
- Chlaenius pimalicus.
- Chlaenius tomentosus.

### Publication originale
- [1939] Louis Émile Piton et Nicolas Théobald, Poissons, crustacés et insectes fossiles de l'Oligocène du Puy-de-Mur (Auvergne)., vol. 4, coll. « Mémoires de la Société des Sciences du Nancy », 1939, 11-47 p.